# 东满总省
东满总省满洲国的一个省。面积110779平方公里。1943年统计人口163.8万人。

## 歷史
1943年10月1日满洲国出于强化国防的需要，把牡丹江省、東安省、间岛省合并成东满总省，省会牡丹江市。
1945年5月28日撤消。间岛省重新设置，原牡丹江省、東安省改设东满省。

## 行政区画
東满总省分3个区域：
- 間島:間島市（今延吉市）、延吉县、汪清县、和龙县、珲春县、安图县
- 牡丹江:牡丹江市、绥阳县、东宁县、穆棱县、宁安县
- 東安:東安市、密山县、鸡宁县、虎林县、林口县、宝清县、饶河县、勃利县

## 設置
1943年10月，满洲国政府設东满总省。

## 废止
1945年5月东满总省撤消，分成间岛省及东满省。

## 关联项目
- 满洲国行政区划